# 고바야시 유조
고바야시 유조(일본어: 小林 祐三, 1985년 11월 15일 ~ )는 일본의 전 축구 선수이다.

## 구단 경력
그는 2004년부터 2020년까지 J리그의 가시와 레이솔, 요코하마 F. 마리노스, 사간 도스에서 활동하였다.

## 국가대표팀 경력
그는 2005년 FIFA 세계 청소년 축구 선수권 대회에 참가할 일본 U-20 국가대표팀에 발탁되었으며, 4경기에 출전했다.